# Ethelurgus curticauda
Ethelurgus curticauda là một loài tò vò trong họ Ichneumonidae.